# 内田義晃
内田 義晃（うちだ よしあき）は、日本の元フルコンタクト系空手選手で、テコンドー（WTF）指導員である。極真空手を経て、現在は「テコンドー T.K.D」の京都・滋賀支部長。

## 来歴
極真会館（松井派）京都支部に入門、川畑幸一の弟子となる。
2005年、第37回オープントーナメント全日本空手道選手権大会では市村直樹ら強豪選手を退け、決勝では塩島修を破って初優勝。
翌2006年の第38回全日本選手権でも決勝でアルトゥール・ホヴァニシアンを下して優勝し、2連覇を果たした。
現在は、テコンドーに転向し、後進の指導に当たっている。

## 主な成績

### フルコンタクト空手（極真会館）
- 第22回全日本ウェイト制空手道選手権大会 重量級 3位（2005年6月4日-5日）
- 第37回全日本空手道選手権大会 優勝（2005年11月5日-6日）
- 第38回全日本空手道選手権大会 優勝（2006年11月18日-19日）
- 第9回全世界空手道選手権大会　4回戦進出（2007年11月16～18日）

### テコンドー（WTF）
- 第5回全日本テコンドー選手権大会西日本地区大会　+87Kg 優勝（2011年10月2日）
- 第5回全日本テコンドー選手権大会　+87Kg 3位（2012年2月26日）
- 第7回全日本テコンドー選手権大会　+87Kg 3位（2014年3月2日）
- 第8回全日本テコンドー選手権大会　+87Kg 優勝（2015年3月22日）